# Demokratiska sociala rörelsen
Demokratiska sociala rörelsen (grekiska: ΔΗΚΚΙ, Δημοκρατικό Κοινωνικό Κίνημα, Dimokratiko Koinoniko Kinima, DIKKI) är ett demokratiskt socialistiskt parti i Grekland. Partiet grundades 1995 med medlemmar som brutit sig ur PASOK. Partiet vann 4,4 % av rösterna i det nationella valet 1996 och erhöll nio mandat i Greklands parlament. I Europaparlamentsvalet 1999 fick partiet 6,85 % av rösterna och två mandat. Dess Europaparlamentariker satt i Gruppen Europeiska enade vänstern/Nordisk grön vänster (GUE/NGL). Efter dessa framgångar misslyckades emellertid partiet att få några mandat i både parlamentsvalet 2000 och 2004. Inte heller i Europaparlamentsvalet 2004 lyckades partiet att ta några mandat.